# Finlandia Południowa
Finlandia Południowa (fiń. Etelä-Suomen lääni, szw. Södra Finlands län) była jedną z 6 prowincji Finlandii. Graniczyła z prowincjami Finlandia Wschodnia i Finlandia Zachodnia. Stolicą prowincji była Hämeenlinna. Zajmowała tereny historycznych regionów Tavastia, Karelia i Uusimaa.

## Historia
Finlandia Południowa została utworzona w 1997 roku z dotychczasowych prowincji Uusimaa, Kymi, oraz z południowej części prowincji Tavastia. Została zniesiona 1 stycznia 2010 r.

## Regiony
Finlandia Południowa była podzielona na 6 regionów.
- Karelia Południowa (Etelä-Karjala / Södra Karelen)
- Kymenlaakso (Kymenlaakso / Kymmenedalen)
- Päijät-Häme (Päijät-Häme / Päijänne Tavastland)
- Kanta-Häme (Kanta-Häme / Egentliga Tavastland)
- Uusimaa (Uusimaa / Nyland)
- Itä-Uusimaa (Itä-Uusimaa / Östra Nyland)